# Antonio Johnson
Antonio Johnson (East St. Louis, 29 ottobre 2001) è un giocatore di football americano statunitense che milita nel ruolo di safety per i Jacksonville Jaguars della National Football League (NFL).

## Carriera

### Jacksonville Jaguars
Al college Howden giocò a football a Texas A&M, venendo inserito nella formazione ideale della Southeastern Conference nel 2022. Fu scelto nel corso del quinto giro (160º assoluto) del Draft NFL 2023 dai Jacksonville Jaguars. Debuttò come professionista subentrando nella gara del quinto turno contro i Buffalo Bills. Nella settimana 8 fece registrare il suo primo intercetto contro i Pittsburgh Steelers. La sua prima stagione si chiuse con 17 tackle, un sack, due intercetti e un fumble forzato in 13 presenze, di cui 3 come titolare.